# Gouvernement Bajnai
 (septembre 2023).
Si vous disposez d'ouvrages ou d'articles de référence ou si vous connaissez des sites web de qualité traitant du thème abordé ici, merci de compléter l'article en donnant les références utiles à sa vérifiabilité et en les liant à la section « Notes et références ».
IIIe République hongroise
Gyurcsány II Orbán II
Le gouvernement Bajnai (en hongrois : Bajnai-kormány) est le gouvernement de la République de Hongrie entre le 20 avril 2009 et le 29 mai 2010, durant la cinquième législature de l'Assemblée nationale.

## Coalition et historique
Dirigé par le nouveau Premier ministre indépendant de centre gauche Gordon Bajnai, précédemment ministre de l'Économie, ce gouvernement est constitué du Parti socialiste hongrois (MSzP) et d'indépendants, et bénéficie du soutien sans participation de l'Alliance des démocrates libres (SzDsZ). Ensemble, ils disposent de 210 députés sur 386, soit 54,4 % des sièges de l'Assemblée nationale.

### Formation
Il est formé à la suite de la démission du Premier ministre socialiste Ferenc Gyurcsány et succède à son second gouvernement, constitué du MSzP et soutenu la SzDsZ. Très impopulaire et contesté après avoir reconnu en septembre 2006 qu'il avait menti sur l'état réel du pays lors de sa campagne électorale victorieuse quelques mois auparavant, le chef du gouvernement annonce son départ après l'adoption de lourdes mesures de rigueur en vue de juguler les effets de la crise économique sur les comptes publics.

### Action
Ce gouvernement est celui qui a terminé le projet de loi sur le pacs[pas clair].

### Succession
Lors des élections législatives des 11 et 25 avril 2010, les libéraux sont totalement exclus de l'Assemblée tandis que les socialistes perdent plus de 130 députés. La Fidesz-Union civique hongroise (Fidesz-MPSz) de Viktor Orbán s'adjuge une majorité des deux tiers et constitue alors le gouvernement Orbán II.

## Composition
- Les nouveaux ministres sont indiqués en gras, ceux ayant changé d'attributions en italique.

| Portefeuille                                                                    | Titulaire | Titulaire                                           | Parti |
| ------------------------------------------------------------------------------- | --------- | --------------------------------------------------- | ----- |
| Premier ministre                                                                |           | Gordon Bajnai                                       | Sans  |
| Ministre directeur de cabinet du Premier ministre                               |           | Csaba Molnár                                        | MSzP  |
| Ministre des Affaires locales                                                   |           | Zoltán Varga                                        | MSzP  |
| Ministre des Affaires étrangères                                                |           | Péter Balázs                                        | Sans  |
| Ministre des Finances                                                           |           | Péter Oszkó                                         | Sans  |
| Ministre du Développement national et de l'Économie                             |           | István Varga (à partir du 29/04/2009)               | Sans  |
| Ministre de l'Agriculture et du Développement rural                             |           | József Gráf                                         | MSzP  |
| Ministre de la Justice et de la Police                                          |           | Tibor Draskovics (jusqu'au 15/12/2009) Imre Forgács | Sans  |
| Ministre de la Santé                                                            |           | Tamás Székely                                       | Sans  |
| Ministre du Travail et des Affaires sociales                                    |           | László Herczog                                      | Sans  |
| Ministre des Transports, de l'Énergie et des Communications                     |           | Péter Hónig                                         | Sans  |
| Ministre de l'Éducation et de la Culture                                        |           | István Hiller                                       | MSzP  |
| Ministre de la Défense                                                          |           | Imre Szekeres                                       | MSzP  |
| Ministre de l'Environnement et des Eaux                                         |           | Imre Szabó                                          | MSzP  |
| Ministre sans portefeuille Chargé de la Coordination de la politique sociale    |           | Péter Kiss                                          | MSzP  |
| Ministre sans portefeuille Chargé de la Supervision des services secrets civils |           | Ádám Ficsor (jusqu'au 14/09/2009) Gábor Juhász      | MSzP  |